# Comayagua (tỉnh)
Comayagua  là một trong 18 tỉnh (departamentos) của Honduras. Tỉnh lỵ là Comayagua. Tỉnh này có diện tích 5.196 km² và dân số ước khoảng 390.643 người (năm 2005).

## Danh sách đô thị
1. Ajuterique
2. Comayagua
3. El Rosario
4. Esquías
5. Humuya
6. La Libertad
7. Lamaní
8. Las Lajas
9. La Trinidad
10. Lejamaní
11. Meámbar
12. Minas de Oro
13. Ojos de Agua
14. San Jerónimo
15. San José de Comayagua
16. San José del Potrero
17. San Luis
18. San Sebastián
19. Siguatepeque
20. Taulabé
21. Villa de San Antonio